# Шарл I Анжуйски
Шарл (Карл) I Анжуйски (на френски: Charles d'Anjou; * 21 март 1227, Париж, Кралство Франция; † 7 януари 1285, Фоджа) e основател на Анжу-Сицилианския дом на Анжуйската династия, чиито представители властват в редица страни на Европа в периода 13 – 15 век.  Той е крал на Сицилия (от 1266 г.), крал на Йерусалим (1277), граф на Анжу и Мен (1246 – 1285), граф на Прованс (1246 – 1267) заедно с Беатрис Прованска, княз на Таранто (1266 – 1285), херцог на Драч (от 1267), княз на Ахeя (1278 – 1285), крал на Албания (от 1272), княз на Морея (от 1278).
След коронясването му за крал на Сицилианското кралство Шарл I Анжуйски се утвърждава като един от най-могъщите монарси за времето си. Въпреки въстанието срещу него в Сицилия (т. нар. Сицилианска вечерня) той успява да създаде мощен съюз от средиземноморски държави, насочен към отвоюването на Леванта.

## Произход
Шарл е най-малкото дете на френския крал Луи VIII и съпругата му Бланш Кастилска. Ражда се няколко месеца след смъртта на баща му. Майка му става регентка на брат му, който приема френската кралска корона под името Луи IX.

## Биография

### Ранни години
Шарл израства без родителски грижи – баща му е починал, а майка му е твърде заета с държавните дела. Бъдещият сицилиански крал още от младеж е с висок ръст и стройно телосложение, които му придават цезаровски облик. Получава добро образование за времето си. Изпитва увлечение към поезията и изкуството. Шарл се изгражда като изключително набожен и ревностен католик. Посвещава се на рицарското призвание. Качества за това не му липсват – благоразумие, умереност, постоянство и най-вече амбициозност.
На 31 януари 1246 г. Шарл I се жени за Беатрис Прованска, най-малката дъщеря на Раймон Беренгер IV, граф на Прованс, и на Беатрис Савойска. Тя има три по-големи сестри, от които Маргарита Прованска (от 1234 г. омъжена за брата на Шарл, френския крал Луи IX Свети), Елеонора (от 1236 г. съпруга на английския крал Хенри III) и Санча (от 1243 г. съпруга на по-малкия брат на Хенри III, Ричард Корнуолски, станал по-късно крал на Германия). Раймон Беренгер няма синове и съгласно феодалния обичай трябва да раздели своите владения между всичките си дъщери. Той обаче, не желаейки да раздроби земите си и считайки, че другите му дъщери са достатъчно компенсирани, ги завещава само на Беатрис. Това води до напрежение между Шарл и балдъзата му Маргарита Прованска, която го намразва.

## Първи завоевания

### Граф на Анжу, Мен и Прованс
През август 1246 г. Шарл I е посветен в рицарство от крал Луи IX и получава богатите владения Анжу, Мен и Турен. Графство Прованс е васално на Свещената Римска империя, като част от бившето Кралство Бургундия (Арелат). Предишните графове са предоставили на градовете и васалите пълна свобода, нещо, с което Шарл не смята да се съобразява.
Когато пристига в Прованс, той довежда със себе си юристи и счетоводители, които започват да изучават неговите графски права и привилегии. Това предизвиква недоволство и вълнения, подкрепени от тъща му – вдовстващата графиня Беатрис. Когато през 1247 г. Шарл заминава, за да встъпи официално във владение на графствата Анжу и Мен, градовете сключват отбранителен съюз, оглавен от Барал дел Балцо/дьо Бо.
През 1248 г. Шарл, съпроводен от съпругата си Беатрис, тръгва заедно с брат си Луи IX на кръстоносен поход в Египет, където се проявява като храбър воин. По време на отсъствието му в Прованс избухва въстание. През 1250 г. Луи ІХ освобождава Шарл и другия си брат, Алфонс дьо Поатие, да се завърнат в своите владения. През октомври той се връща, носейки послание до кралицата-майка Бланш, тъй като самият Луи ІХ решава да остане в Светите земи. С помощта на военна сила и дипломация Шарл съумява през август 1252 г. да подчини метежните градове. Шарл проявява снизхождение към предводителя на въстанието Барал дел Балцо/дьо Бо, който става негов верен съратник.

### Борба за Графство Ено
През ноември 1252 г. умира майката на Шарл, Бланш Кастилска, която е регент на Франция по време на кръстоносния поход на Луи IX. Затова Шарл трябва да замине за Париж, където заедно с брат си Алфонс дьо Поатие поемат регентството. В това време римският папа Александър IV предлага на Шарл короната на Сицилианското кралство. Алфонс не одобрява предложението, а Луи IX в свое писмо направо забранява на Шарл да приема короната.
Разочарован, Шарл се намесва в гражданската война, разгоряла във Фландрия и Ено. Графиня Маргарита, бореща се със своя син Жан д’Авен, предлага на Шарл Графство Ено и поста на регент на Фландрия. Шарл започва да стяга войска. Но през 1254 г. Луи ІХ се завръща от кръстоносния поход и разгневен от самоуправството на брат си, извиква Шарл в Париж и му нарежда да се откаже от Графство Ено. Маргарита Фландърска дава на Карл голяма парична компенсация, а в края на 1256 г. крал Луи дава Графство Ено на Жан д’Авен.
Укрепвайки властта си в Прованс, Шарл започва да разширява владенията си. През 1257 г. той получава няколко владения в Алпите от дофина на Виен, освен това получава от Оранския принц Раймон дел Балцо/дьо Бо правата на регент на Арелатското кралство. В бъдеще доходите от Прованс ще позволяват на Карл да финансира своите походи.

## Сицилианско кралство
Римските папи водят дълга борба с представителите на династията Хоенщауфен за Сицилианското кралство. През 1258 г. крал на Сицилия става Манфред, незаконен син на император Фридрих II. За да свалят Манфред, папската държава търси владетел, който да завоюва кралството. Накрая изборът пада на Шарл Анжуйски.
През 1262 г. папа Урбан IV възобновява преговорите с френския двор. През май 1263 г. Луи IX дава на Шарл разрешение за преговори с папата. Договорът е сключен през юни. На Шарл са наложени много ограничения: не може да се разпорежда с назначенията на църковни постове, не може да претендира за императорския престол и да заема постове на територията на императорската част на Италия и във владенията на папството.
На 2 октомври 1264 г. умира папа Урбан IV. Новият папа Климент IV, избран на 15 февруари 1265 г., извиква Карл в Рим, където на 28 юни той получава инвеститура за пожизнен владетел и е коронован за крал на Сицилия. На 26 февруари 1266 г. около Беневенто се разгаря битка с армията на Манфред, който е победен и убит след бягството на сподвижниците му от бойното поле. На 7 март Карл тържествено влиза в Неапол, който става столица на неговото кралство.
Към края на 1266 г. практически цяла Ломбардия се оказва в ръцете на Шарл и неговите съюзници. През 1267 г. неговите войски приближават Флоренция. Това довежда до бягство на управляващите гибелини и идване на власт на радикалните гвелфи. Шарл I Анжуйски е избран за върховен администратор на Флоренция и остава на този пост 13 години, ръководейки външната политика на Флорентинската република. Той е назначен и за генерален папски викарий в Тоскана.

### Борба с Конрадин
В Бавария живее Конрадин, син на покойния император Конрад IV и внук на Фридрих II. Благородниците от Херцогство Швабия го признат за свой херцог, а бароните на Йерусалимското кралство го провъзгласяват за свой крал. В края на 1266 г. недоволните от Шарл родственици на Манфред започват да се обединяват около Конрадин. Обезпокоен, папа Климент IV издава була, която заплашва с отлъчване от църквата всеки, който признава властта му. Но през есента на 1267 г. в Сицилия започва въстание в подкрепа на Конрадин, а самият той с армията си нахлува в Италия. На 24 март 1268 г. влиза в Рим, където е тържествено посрещнат от гражданите. На 14 август с увеличена армия той потегля да завоюва Сицилианското кралство. Разбирайки за това, Шарл се придвижва срещу Конрадин. На 23 август 1268 г. при Талякоцо армията на Конрадин е разбита. Конрадин и неговият приятел Фридрих Баденски успяват да избягат, но след предателство са заловени и предадени на Карл. На 29 октомври 1268 г. Конрадин и Фридрих Баденски са публично обезглавени в Неапол. Тази екзекуция шокира цяла Европа.
Победата позволява на Шарл да завоюва Тоскана. В Сиена, Пиза и други градове на Тоскана идват на власт правителства на гвелфите, контролирани от Шарл I Анжуйски. Утвърждавайки властта си над Южна Италия, същевременно поддържайки гвелфите в Ломбардия и Тоскана и владеейки богатите графства Анжу и Прованс, Шарл става най-влиятелния човек в Европа. Той цели да възстанови Латинската империя и прави коалиции срещу възстановената Византия, но не успява.
На 18 ноември 1268 г. Шарл I се жени за Маргарита Бургундска, дъщеря на граф Одо Бургундски, граф на Невер.

### Въстание в Сицилия
Докато Шарл подготвя поход срещу Византия, събирайки флот през 1281 г., при двора на Педро Арагонски се стяга армия за нахлуване в кралството на Шарл. Византийският император Михаил VIII Палеолог помага на Педро с парични средства, за да отстрани опасността за своята държава. При това тайно се подготвя въстание в самата Сицилия. Населението ненавижда Шарл, възмутено от неговата тирания и високи данъци.
Въстанието започва на Пасха, 29 март 1282 г. За един ден са избити около 2000 французи в Палермо, а градът преминава под контрола на въстаниците. Това събитие получава названието „Сицилианската вечерня“. По примера на Палермо въстанието обхваща и други градове. На 28 април избухва въстание и в Месина, където се намира флотът на Шарл и силен гарнизон под командването на Херберт Орлеански. Повечето французи успяват да се укрият в цитаделата на града, но флотът е изгорен. После Херберт се предава при условие, че му позволят да напусне Сицилия.
Шарл I умира на 7 януари 1285 г.

## Наследство
Съгласно завещанието на Шарл I за крал на Неапол е провъзгласен неговият син Шарл от Салерно (под името Шарл II), намиращ се в арагонски плен. В случай че Шарл II умре в плен, за наследник е обявен неговият най-голям син Карл Мартел. За регент на кралството е назначен граф Робер II д’Артоа, а управлението на армията е възложено на камерхера Жан дьо Монфор.
При смъртта на Шарл I неговите владения включват: континенталната част на Сицилианското кралство (бъдещото Неаполитанско кралство), владенията във Франция (Анжу, Мен, Турен и Тонер) и тези в Свещената Римска империя (Прованс и Форкалкие). Под негово подчинение са ред острови в Егейско море, включително и Корфу, както и владения в съвременна Албания, съставляващи Херцогство Дуръс. Карл II успява да съхрани само част от тези владения. Получавайки свободата си в 1288 г., той е принуден да се откаже от Сицилия. Неговите опити да запази островите не дават резултат. След смъртта му Тонер остава за вдовицата му Маргарита. По Санлиския договор Карл II е принуден да отстъпи Анжу, Мен и Турен като зестра на дъщеря си Маргарита, омъжена за Шарл дьо Валоа, син на Филип III. В състава на владенията на Шарл ІІ и неговите наследници остават единствено Прованс, Форкалкие и Дуръс.
Потомците на Шарл I управляват в различни европейски страни. Основаният от него род угасва в 1435 г. със смъртта на Джована II Анжуйска, кралица на Неапол.

## Брак и потомство
1. ∞ 31 януари 1246 в Екс ан Прованс за Беатрис Прованска (* 1234; † 23 септември 1267), дъщеря на Раймон Беренгер ІV, граф на Прованс. От нея има четирима сина и три дъщери:
- Лудвиг (Луи) († 1248)
- Бианка (* 1250; † 14 юли 1269); ∞ 1265 за Роберт III дьо Дампиер (* 1249; † 1322), граф на Фландрия
- Беатрис (* 1252; † 12 75); ∞ 15 октомври 1273 за Филип I дьо Куртене (* 1243; † 15.12.1283), титулярен император на Латинската империя
- Карл II Куция (* 1254; † 6 май 1309), крал на Неапол (1285), граф на Анжу и Мен, граф на Прованс и Форкалкие (1285)
- Филип (* 1256 †; 1 януари 1277), принц на Ахая, титулярен крал на Тесалоники, титулярен крал на Сардиния; ∞ 1271 за Изабела дьо Вилардуен (* 1263; † 1312), принцеса на Ахая и на Мориен, титулярна кралица на Тесалоники
- Роберт (* 1258; † 1265)
- Изабела (Елизавета, Мария) (* 1261; † 1300); ∞ за Ласло IV (* 1262; † 1290), крал на Унгария (1272)

2. ∞ 18 ноември 1268 за Маргарита Бургундска (* 1250; † 4 септември 1308), графиня на Тонер (1266), дъщеря на Ед Бургундски, граф Невер, Оксер и Тонер. От нея има една дъщеря:
- Маргарита (* януари/февруари 1272; † 1276/1277), ∞ 16 август 1290 за Шарл Валоа, граф на Валоа (1286), граф дьо Алансон, граф дьо Шартър, граф на Анжу (1290), граф дьо Мен под името Шарл III (1290), титулярен император на Латинската империя, титулярен крал на Арагон, син на Филип III.

## В литературата и хрониките
Карл е споменаван често в историческите хроники на своето време.
Той се появява в жизнеописанието на Луи IX, дело на Жан де Жуанвил. На Шарл е отделено внимание и в „Житие на Свети Луи“ от Гийом дьо Сен Пат, и в „Житие на Свети Луи“ от Гийом от Нанжи.[73] Шарл се споменава и като „брата на крал Луи“ в една латинска хроника, написана от францисканеца Салимбен Пармски. Салимбен съобщава също и за смъртта му през 1285 г., като го описва така: „Той беше доблестен воин, който изми позора, с който бяха покрити французите в Кръстоностния поход на Свети Луи“.
Данте Алигиери в „Божествена комедия“ поставя Шарл в Долината на земните владетели в Чистилището.
Шарл е описан от Бокачо в новела VІ, ден десети на „Декамерон“ (X, 6): „Победоносният крал Шарл Стари се влюбва в една девойка, но се засрамва от собственото си неблагоразумие и омъжва и нея, и сестра ѝ за благородници“.